# Gabinete Heger
El Gabinete de Eduard Heger fue el gobierno de Eslovaquia, encabezado por el Primer Ministro Eduard Heger entre 2021 y 2023. Fue un gobierno de coalición minoritario investido con poderes restringidos, que constaba de tres partidos: Gente Común y Personalidades Independientes (OĽaNO), Somos Familia y Para el Pueblo. La coalición incluía originalmente un cuarto partido, Libertad y Solidaridad (SaS), que garantizaba una mayoría parlamentaria. Tras una crisis de coalición en el verano de 2022, SaS dejó el gobierno, lo que resultó en un gobierno minoritario.

## Apoyo parlamentario de 2021-2022
| Cámara                                    | Candidato    | Fecha                                       | Voto |    |    | SF |    |    | PP | Total  |
| ----------------------------------------- | ------------ | ------------------------------------------- | ---- | -- | -- | -- | -- | -- | -- | ------ |
| Consejo Nacional de la República Eslovaca | Eduard Heger | 1 de abril de 2021 Mayoría simple requerida | Sí   | 50 |    | 17 |    | 20 |    | 87/150 |
| Consejo Nacional de la República Eslovaca | Eduard Heger | 1 de abril de 2021 Mayoría simple requerida | No   |    | 38 |    | 21 |    |    | 59/150 |
| Consejo Nacional de la República Eslovaca | Eduard Heger | 1 de abril de 2021 Mayoría simple requerida | Abs. |    |    |    |    |    | 4  | 4/150  |

## Apoyo parlamentario de 2022-2023
| Cámara                                    | Primer Ministro | Voto |    |    | SF |    |    | PP | Total  |
| ----------------------------------------- | --------------- | ---- | -- | -- | -- | -- | -- | -- | ------ |
| Consejo Nacional de la República Eslovaca | Eduard Heger    | Sí   | 50 |    | 17 |    |    | 4  | 71/150 |
| Consejo Nacional de la República Eslovaca | Eduard Heger    | No   |    | 38 |    | 21 | 20 |    | 79/150 |
| Consejo Nacional de la República Eslovaca | Eduard Heger    | Abs. |    |    |    |    |    |    | 0/150  |

## Composición
| Partido político                                                                     | OĽaNO-NOVA          |          |        |
| Partido político                                                                     | Somos Familia       |          |        |
| Partido político                                                                     | SaS                 |          |        |
| Partido político                                                                     | ZL´                 |          |        |
| Partido político                                                                     | Independiente       |          |        |
| Cargo                                                                                | Ministro            | Ministro | Ref.   |
| oficina del gobierno                                                                 |                     |          |        |
| Primer ministro                                                                      | Eduard Heger        |          | [ 1 ]  |
| Ministerio de Economía                                                               |                     |          |        |
| Ministro de Economía                                                                 | Richard Sulík       |          |        |
| Ministro de Economía                                                                 | Karel Hirman        |          | [ 2 ]  |
| Ministerio de Inversiones, Desarrollo Regional e Informatización                     |                     |          |        |
| Viceprimer Ministro y Ministro de Inversiones, Desarrollo Regional e Informatización | Veronika Remišová   |          |        |
| Ministerio de Finanzas                                                               |                     |          |        |
| Ministro de Finanzas                                                                 | Igor Matovič        |          |        |
| Ministro de Finanzas                                                                 | Eduard Heger        |          | [ 3 ]  |
| Primer Viceministro                                                                  |                     |          |        |
| Viceministra de Legislación y Planificación Estratégica                              | Štefan Holý         |          |        |
| Ministerio de Transporte y Construcción                                              |                     |          |        |
| Ministro de Transporte y Construcción                                                | Andrej Doležal      |          |        |
| Ministerio de Cultura                                                                |                     |          |        |
| Ministro de Cultura                                                                  | Natalia Milanová    |          | [ 4 ]  |
| Ministerio de Defensa                                                                |                     |          |        |
| Ministro de Defensa                                                                  | Jaroslav Naï        |          |        |
| Ministerio de Agricultura                                                            |                     |          |        |
| Ministro de Agricultura                                                              | Ján Mičovský        |          |        |
| Ministro de Agricultura                                                              | Samuel Vlčan        |          | [ 5 ]  |
| Ministerio de Trabajo, Asuntos Sociales y Familia                                    |                     |          |        |
| Ministro de Trabajo, Asuntos Sociales y Familia                                      | Andrej Doležal      |          |        |
| Ministro de Trabajo, Asuntos Sociales y Familia                                      | Milán Krajniak      |          |        |
| Ministerio de Salud                                                                  |                     |          |        |
| Ministro de Salud                                                                    | Vladimir Lengvarsky |          | [ 6 ]  |
| Ministerio de Justicia                                                               |                     |          |        |
| Ministro de Justicia                                                                 | María Kolíková      |          |        |
| Ministro de Justicia                                                                 | Viliam Karas        |          | [ 7 ]  |
| Ministerio de Educación, Ciencia, Investigación y Deporte                            |                     |          |        |
| Ministro de Educación, Ciencia, Investigación y Deporte                              | Branislav Gröhling  |          |        |
| Ministro de Educación, Ciencia, Investigación y Deporte                              | Eduard Heger        |          |        |
| Ministro de Educación, Ciencia, Investigación y Deporte                              | Ján Horecký         |          |        |
| Ministerio de Asuntos Exteriores y Europeos                                          |                     |          |        |
| Ministro de Exteriores                                                               | Iván Korčok         |          | [ 8 ]  |
| Ministro de Exteriores                                                               | Rastislav Káčer     |          |        |
| Ministerio de Medio Ambiente                                                         |                     |          |        |
| Ministro de Medio Ambiente                                                           | Ján Budaj           |          | [ 9 ]  |
| Ministerio del Interior                                                              |                     |          |        |
| Ministro del Interior                                                                | Roman Mikulec       |          | [ 10 ] |